# Jean Rossius
Jean Rossius (Cerexhe-Heuseux, 27 dicembre 1890 – Liegi, 2 maggio 1966) è stato un ciclista su strada belga.
Professionista dal 1913 al 1930, vinse quattro tappe al Tour de France e i campionati belgi nel 1919.

## Carriera
Passato professionista con l'Alcyon, una delle più importanti squadre degli inizi del novecento, raccolse le affermazioni più importanti al Tour de France, in cui oltre a vincere quattro tappe riuscì, nelle tre edizioni da lui concluse, ad arrivare sempre nei primi dieci della classifica generale finale: nel 1914 sfiorò il podio chiudendo al quarto posto, nel 1920 fu settimo e nel 1922 nono.
Nelle classiche monumento, pur non riuscendo mai a vincere, ottenne numerosi piazzamenti: alla Liegi-Bastogne-Liegi chiuse al sesto posto nel 1911, al terzo nel 1921 e al secondo nel 1923; al Giro delle Fiandre fu settimo nel 1923, mentre alla Parigi-Roubaix fu quinto nel 1913, settimo nel 1919 e secondo nel 1922.
Nelle altre classiche fu sesto nella Parigi-Tours nel 1913, terzo nel 1919, quinto nel 1920, quarto nel 1922 e quinto nel 1925, nella Parigi-Bruxelles fu sesto nel 1913 e quarto nel 1914, nel Criterium de Paris fu settimo nel 1923; inoltre chiuse al terzo posto anche nel Grand Prix Wolber nel 1923, antesignano del Campionato mondiale.
Vinse i Campionati belgi nel 1919 e fu terzo nel 1913, nono nel 1920, quarto nel 1922 e decimo nel 1923.

## Palmarès
- 1912

Liegi-Bastogne-Liegi Indipendenti (ex aequo con Dieudonné Gauthy)
- 1914

2ª tappa Tour de France
9ª tappa Tour de France
- 1919

Campionati belgi, Prova in linea
Liegi-Malmédy-Liegi
1ª tappa Tour de France
- 1920

Retinne-Spa-Retinne
7ª tappa Tour de France
15ª tappa Tour de France
- 1921

Grand Prix Sporting (cronometro)
- 1922

Classifica generale Parigi-Sant-Etienne

## Piazzamenti

### Grandi Giri
- Tour de France

1913: ritirato (7ª tappa)
1914: 4º
1919: ritirato (3ª tappa)
1920: 7º
1921: ritirato
1922: 9º
1923: ritirato

### Classiche monumento
- Giro delle Fiandre

1923: 7º
- Parigi-Roubaix

1913: 11º
1914: 5º
1919: 7º
1922: 2º
- Liegi-Bastogne-Liegi

1911: 6º
1921: 3º
1923: 2º
1924: 12º